# جاش برنر
جاش برنر (انگلیسی: Josh Brener؛ زادهٔ ۱ اکتبر ۱۹۸۴) هنرپیشه اهل ایالات متحده آمریکا است.
از فیلم‌ها یا برنامه‌های تلویزیونی که وی در آن نقش داشته‌است می‌توان به کارآموزی، دره سیلیکون، مکس استیل، و آزمایش بلکو اشاره کرد.